# Mlynky
Pour les articles homonymes, voir Młynki.
Mlynky (allemand : Papiermühle in der Zips) est un village de Slovaquie situé dans la région de Košice.

## Histoire
Première mention écrite du village en 1850.

## Démographie

### Évolution de la population
| Année:               | 1994. | 2004.    | 2014.   | 2024.    |
| -------------------- | ----- | -------- | ------- | -------- |
| Nombre de personnes: | 675   | 589      | 563     | 497      |
| Différence:          |       | -12,74 % | -4,41 % | -11,72 % |

| Année:               | 2023. | 2024.   |
| -------------------- | ----- | ------- |
| Nombre de personnes: | 492   | 497     |
| Différence:          |       | +1,01 % |